# هاروتیون آرمنیان

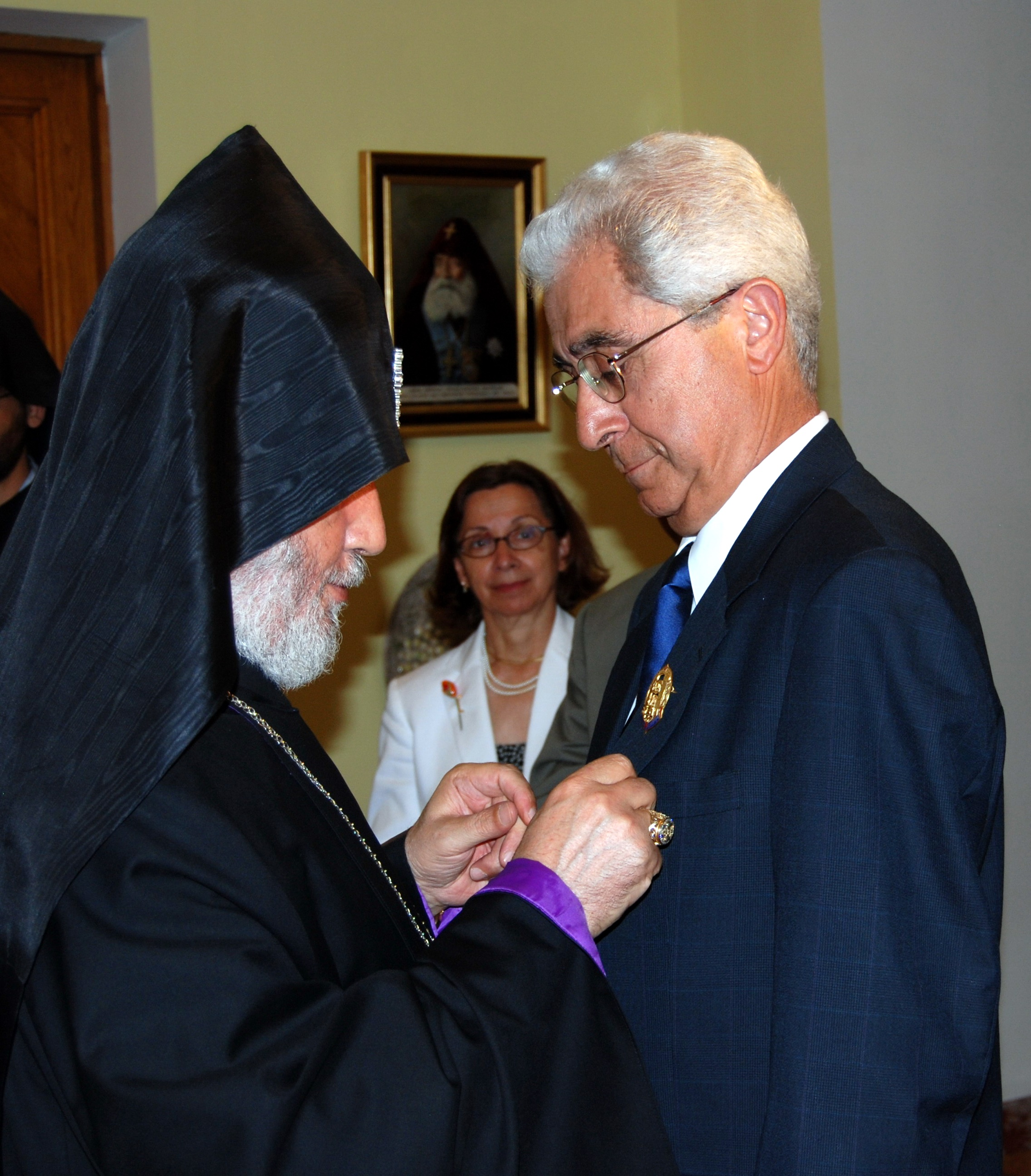

هاروتیون آرمنیان (ارمنی: Հարություն Արմենյան؛ زادهٔ ۱۸ ژوئن ۱۹۴۲ - درگذشته ۱۵ ژوئیهٔ ۲۰۲۵) آکادمیسین، پزشک، دکتر بهداشت عمومی (۱۹۷۴) و استاد دانشگاه ارمنی-آمریکایی بود. وی بین سال‌های ۱۹۹۷ تا ۲۰۰۹ ریاست دانشگاه آمریکایی ارمنستان را برعهده داشت.

## زندگی‌نامه
در ۱۸ ژوئن ۱۹۴۲ در بیروت، لبنان به دنیا آمد. از دانشگاه آمریکایی بیروت فارغ‌التحصیل شد. وی در ۱۵ ژوئیه ۲۰۲۵ در سن ۸۳ سالگی در لس آنجلس درگذشت